# 안주군
안주군(安州郡)은 오늘날의 평안남도 안주시 문덕군 청남구에 있던 군이다. 평안남도 서북단에 위치했다.

## 연혁
- 1931년 4월 1일 안주면이 안주읍으로 승격하였다.[1]

광복전에는 안주군이었으며 1952년 12월에 서쪽 일부가 분리되어 문덕군으로 편입되었다. 안주읍 ·신안주면 ·동면 ·운곡면은 안주군이 되었다.
- 1954년 10월 개천군 일부 지역과 1956년 9월 평안북도 박천군 용전리가 안주군에 편입되었다. 1961년 ·1967년 ·1972년에 행정구역 조정이 있었으며, 1980년 6월 안주군에 박천군 일부가 편입되었다.
- 1980년 2월, 문덕군 안주노동자구·신리·룡북리의 일부가 군으로부터 분리되어 도 직할의 청남구가 되었다.
- 1987년 8월 안주군이 안주시로 승격되었다. 1991년에는 미상리가 동으로 개편하였다.